# Yves de La Brière
Pour les articles homonymes, voir Brière (homonymie).
Yves Marie Leroy de La Brière, né le 30 janvier 1877 à Vif (Isère) et mort le 25 février 1941 à San Miguel de Tucumán (Argentine), est un jésuite français, professeur de droit international à l'Institut catholique de Paris.

## Biographie
Fils du publiciste Léon de La Brière, petit-fils d'Aimé-Louis Champollion et arrière-petit-fils de Jacques-Joseph Champollion, il naît le 30 janvier 1877 à Vif, au sud de Grenoble, et passe sa jeunesse dans la propriété historique de sa famille, le domaine des Ombrages.
En 1894, il entre dans la Compagnie de Jésus.
Proche de Maurras et collaborateur de l'Action française, il est un influent rédacteur de la revue Étvdes de 1909 à 1941 et a participé en 1928 au premier cours universitaire de Davos, avec de nombreux autres intellectuels français et allemands.
Il meurt alors qu'il est en mission officielle le 25 février 1941 à San Miguel de Tucumán, en Argentine. Il est inhumé à Bueno Aires. À Vif, sa ville natale, une plaque commémorative est apposée dans le cimetière en son honneur, au-dessus de la sépulture de son père.

## Œuvres (sélection)
- Luttes de l’Église et luttes de la patrie, Paris, G. Beauchesne, 1916.
- La Société des nations ? : essai historique et juridique, Paris, G. Beauchesne, 1918.
- Comment concilier autorité et liberté, Paris, Flammarion, 1929.
- La conception du droit international chez les théologiens catholiques, Paris, Centre européen de la Dotation Carnegie pour la paix internationale, 1930.
- « La conception de la paix et de la guerre chez Saint Augustin », in Revue de philosophie, 30 (1930), p. 557-572.
- Église et paix, Paris, Flammarion, 1932.
- La communauté des puissances : d'une communauté inorganique à une communauté organique, Paris, Beauchesne, 1932.
- Robert Hubert, Willem Regout, La doctrine de la guerre juste de saint Augustin à nos jours (préface), Paris, A. Pedone, 1935.
- « Les étapes de la tradition théologique concernant le droit de juste guerre : note d’histoire de doctrine », in Revue générale de droit international public, 44 (1937), p. 129-161.
- « Les trois conditions thomistes de la juste guerre et le droit de gens d’aujourd’hui », in Revue thomiste, 43 (1937), p. 276-300.
- Le droit de juste guerre : tradition théologique adaptations contemporaines, Paris, Pedone, 1938.
- « L'œuvre concordataire de Pie XI à la rencontre du droit canonique et du droit civil », in Chiesa e Stato. Studi storici e giuridici per il decennale della conciliazione tra la Santa Sede e l'Italia, Milano, Vita e Pensiero, 1939, p. 511-528.

## Articles dansÉtudes(1936-1939)

### 1936/2
- « L’histoire religieuse du temps présent. La foi des traités. De 1919 à 1925 et à 1936 », p. 92-112.
- « L’histoire religieuse du temps présent. I. Pie XI et le communisme. II. Comment réformer la Société des nations », p. 660-670.

### 1936/3
- « L’histoire religieuse du temps présent. Le désarroi de l’Europe et l’angoisse de la France », p. 86-95.
- « S’il y a des ‘furieux de la paix ? », p. 210-214.
- « L’histoire religieuse du temps présent. Disgraces du libéralisme », p. 372-384.
- « L’histoire religieuse du temps présent. À Versailles: le christianisme et les civilisations », p. 671-686.

### 1936/4
- « L’histoire religieuse du temps présent. L’objection de conscience serait-elle parfois légitime ? », p. 96-112.
- « L’histoire religieuse du temps présent. À Genève sur la trajectoire de Moscou à Madrid », p. 385-400.
- « L’histoire religieuse du temps présent. La déclaration des Cardinaux. La mort du primat des Gaules », p. 670-679.

### 1937/1
- « L’histoire religieuse du temps présent. Intervention, non-intervention, belligérance », p. 380-389.
- « L’histoire religieuse du temps présent. Le centenaire du p. De Ravignan. Une alerte en Alsace », p. 662-676.

### 1937/2
- « L’histoire religieuse du temps présent. La papauté contre les sans-Dieu et contre les faux-dieux », p. 97-107.
- « L’histoire religieuse du temps présent. Rome pontificale et Rome temporelle », p. 377-390.
- « L’histoire religieuse du temps présent. L’anticléricalisme. Crépuscule et reviviscences », p. 668-680.